# Кавендиш, Маргарет
Маргарет Кавендиш, урождённая Лукас (англ. Margaret Lucas Cavendish, Duchess of Newcastle-upon-Tyne, 1623 — 15 декабря 1673) — английская писательница, супруга герцога Ньюкасла из рода Кавендишей. Писала стихи, прозу, драмы, философские сочинения, эссе.
Маргарет Лукас родилась в роялистской семье, была фрейлиной королевы Генриетты-Марии, вместе с ней отправилась в ссылку во Францию и жила при дворе Людовика XIV. В 1645 году вышла замуж за герцога Ньюкасла.
Среди её сочинений выделяется фантастический роман «Пылающий мир» (1666), героиня которого через Северный полюс попадает в другой мир, где светят иные звёзды, населённый разумными говорящими животными.
Маргарет считается ранней последовательницей идей защиты животных и противницей опытов над животными.

## Произведения
- Bowerbank, Sylvia and Sara Mendelson, eds. Paper Bodies: A Margaret Cavendish Reader. Peterborough: Broadview, 2000.
- Cottegnies, Line, and Nancy Weitz, eds. Authorial Conquests: Essays on Genre in the Writings of Margaret Cavendish. Cranbury, NJ: Fairleigh Dickinson University Press, 2003. ISBN 0 838 639836
- Cavendish, Margaret. Observations upon Experimental Philosophy'. ed. Eileen O’Neill. New York: Cambridge UP, 2001. ISBN 0 521 772044
- Cavendish, Margaret. Sociable Letters. Edited by James Fitzmaurice. Ontario: Broadview, 2004. ISBN 1 551 115581
- Cavendish. Margaret. The Description Of A New World Called The Blazing World And Other Writings. Edited by Kate Lilley. London: William Pickering, 1992 ISBN 1-85196-024-4
- Rees, Emma L. E. Margaret Cavendish: Gender, Genre, Exile. Manchester: Manchester UP, 2004
- Whitaker, Kate. Mad Madge: Margaret Cavendish, Duchess of Newcastle, Royalist, Writer and Romantic. London: Chatto and Windus, 2003. ISBN 0-7011-6929-X